# 岸井明
岸井 明（きしい あきら、1910年10月13日 - 1965年7月3日）は日本のコメディアン、俳優、歌手。

## 経歴・人物
1910年（明治43年）10月13日、東京府東京市京橋区新富町（現在の東京都中央区新富）で弁護士の岸井辰雄の次男として生まれる。父は現在の埼玉県深谷市に生まれ、明治法律学校（現在の明治大学）卒業後、東京で弁護士を開業した。1925年（大正14年）東京弁護士会長となった。
明は1930年（昭和5年）、青山学院中等部・高等部を経て日本大学相撲部在学中に日活京都撮影所に入り、劇団「笑の王国」を主宰する。
1935年（昭和10年）には、古川ロッパと組み、数々の映画や喜劇に出演。歌う映画スターとして「ダイナ」や「タバコやの娘」を吹き込んだ。戦後は森川信と一座をくんだり、黎明期のテレビ番組に出演する傍ら、片岡千恵蔵主演の時代劇大作『大菩薩峠』など幅広く活躍した。1953年（昭和28年）には第4回NHK紅白歌合戦にも出場している。
夫人は宝塚歌劇団23期生で男役として月組で活躍した元タカラジェンヌの初霜菊子（旧姓：勝間田綾子）で、岸井あや子に改名後は女優として活躍した。実兄は劇作家、演出家、プロデューサー、時代考証家の岸井良衛。妻の甥はアニメーション監督・演出家の勝間田具治。
第二次世界大戦後はフリーの俳優として映画、テレビなどで脇役として活躍したが、1960年（昭和35年）眼底出血で倒れ、3年後に芸能界を引退。
1965年（昭和40年）7月3日、心臓衰弱のため死去した。54歳没。

## 出演作品

### 映画
- P.C.L.映画「唄の世の中」（1936年）
- P.C.L.映画「東京ラプソディ」（1936年）
- 日活「からくり歌劇」（1936年）
- 東宝「瞼の母」（1938年）
- 東宝「船出は楽し」（1938年）
- 東宝「忠臣蔵」（1939年）
- 東宝「新篇丹下左膳」（1939年）
- 東宝「エノケンの孫悟空」（1940年）
- 東宝「ハナ子さん」（1943年）
- 新東宝「見たり聞いたりためしたり」（1947年）
- 新東宝「あの夢この歌」（1948年）
- 新東宝「銀座カンカン娘」（1948年）
- 大映「歌う野球小僧」（1951年）
- 東映「三日月童子」（1954年）
- 東映「百面童子」（1955年）
- 東映「少年猿飛佐助」（1958年）
- 東映「ひばりの十八番お嬢吉三」（1960年）

### テレビドラマ
- わんぱく四銃士（1959年、NET / 東映）
- 水道完備ガス見込（1960年 - 1963年、NET）- 早鳥一平 役
- JNR公安36号 第20話「虚像の女」（1962年、NET / 東映）

### 歌謡曲
- タバコやの娘

## NHK紅白歌合戦出場歴
| 年度/放送回              | 曲目   | 対戦相手   |
| ------------------------ | ------ | ---------- |
| 1953年（昭和28年）/第4回 | 洒落男 | 笠置シヅ子 |